# Calliandra fasciculata
Calliandra fasciculata es una especie de plantas de la subfamilia Mimosoideae dentro de las leguminosas (Fabaceae).

## Distribución
Es originaria de Brasil donde se encuentra en el Cerrado, distribuida por  Minas Gerais.

## Taxonomía
Calliandra fasciculata fue descrita por  George Bentham  y publicado en Journal of Botany, being a second series of the Botanical Miscellany 2(11): 140. 1840.
Etimología
Calliandra: nombre genérico derivado del griego kalli = "hermoso" y andros = "masculino", refiriéndose a sus estambres bellamente coloreados.
fasciculata: epíteto derivado del término latino fasciculatus que significa "paquete".
Variedades
- Calliandra fasciculata var. bracteosa (Benth.) Barneby
- Calliandra fasciculata var. fasciculata Benth.